# Qu Lan
 (février 2017).
Si vous disposez d'ouvrages ou d'articles de référence ou si vous connaissez des sites web de qualité traitant du thème abordé ici, merci de compléter l'article en donnant les références utiles à sa vérifiabilité et en les liant à la section « Notes et références ».
QU Lan (chinois 瞿澜), née en Chine en 1977, est une illustratrice indépendante. Elle vit et travaille en France.

## Biographie
Après des études de peinture à l'huile à l’Académie des arts de Chine, QU Lan s'installe en France et commence à travailler au sein des agences de design à Angoulême et à Paris. Depuis 2007, elle se met à son compte et se spécialise dans l'illustration. Elle collabore avec des éditeurs et des compagnies renommés tel que Hachette, Flammarion, Usborne, Oxford, Airbnb, Adobe,... Ses œuvres sont régulièrement exposées et primées dans le monde entier.

## Publications
- Comptines et berceuses d'Ukraine, Didier Jeunesse, 2023
- Et si on prenait le temps..., avec  Anne Kalicky, Gründ, 2023
- Rivers: An incredible journey from source to sea, avec  Simon Chapman, Templar Books, 2023
- Extreme planet: the Deep,avec  Laura Cowan, Usborne, 2023
- La fin du train-train, avec Guillaume Nail, Glénat Jeunesse, 2022
- Amazing animal tales (series), avec Anne Rooney, Oxford University Press, 2022-2023
- Bugs save the world / Plants save the world, Wayland - Hachette, 2022
- Mon petit yoga musical, Didier Jeunesse, 2022
- Ouli, le cheval couleur nuage, avec Laurence Gillot, L'élan vert, 2021
- Adventure Starts at Bedtime, avec Ness Knight, Magic Cat Publishing, 2020
- Shibumi, texte de Trevanian, Gallmeister, 2020
- Contes de frissons, avec Caroline Laffon et Martine Laffon, La Martinière, 2019
- A boy on the road, avec Peng Xuejun, 21th century publishing, 2019
- L'oiseau de brindilles, avec Agnès Bertron-Martin, Gautier Languereau - Hachette, 2018
- Nelson Mandela, avec Lilian Thuram, Gautier Languereau - Hachette, 2017
- Corbeau noir, cygne blanc, avec Isabelle Genlis, Éditions Philippe Picquier|Éditions Picquier, 2016
- Toile de dragon, avec Muriel Zürcher, Éditions Philippe Picquier, 2014
- Le rossignol et l'empereur de chine, avec Kochka, Flammarion|Éditions Flammarion, 2013
- Le chat bonheur, Éditions Flammarion, 2011
- Aquarelles de Chine : Jiangnan, Éditions Sépia, 2010

## Expositions
- Solo exhibition, Vivonne, 2023
- BIBF International Illustration Exhibition, China, 2021
- Graphic Days, Torino, 2019
- Circle Illustration Festival, Shanghai, 2019
- Children-spectators, Bologna, 2019
- Illustration in China, Beijing, 2018
- International Youth Illustration and Cartoon Biennial, Hangzhou, 2015
- Biennale du carnet de voyage de Clermont-Ferrand, 2010

## Prix et distinctions
- Prix Saint-Exupéry 2022[3], catégorie Album, pour Ouli, le cheval couleur nuage, texte de Laurence Gillot
- Hiii Illustration International Competition 2021[4], Merit Award, pour Shibumi
- WIA2021 [5], shortlist , pour Adventure starts at bedtime
- dPICTUS 100 outstanding picturebooks 2019[6], catégorie Album, pour A boy on The Road
- Prix Benjamin de St-Benoît 2020 [7], pour L'oiseau de brindilles, texte de Agnès Bertron-Martin
- Prix Janusz Korczak 2016 [8], pour Toile de dragon, texte de Muriel Zurcher
- Prix Livre de l'année 2015 (Chine) [9], catégorie : jeunesse, pour 在能被记忆看到的地方